# Секунда (интервал)
Секу́нда (лат. secunda — вторая) — музыкальный интервал шириной в две ступени, обозначается цифрой 2.

## Разновидности секунд

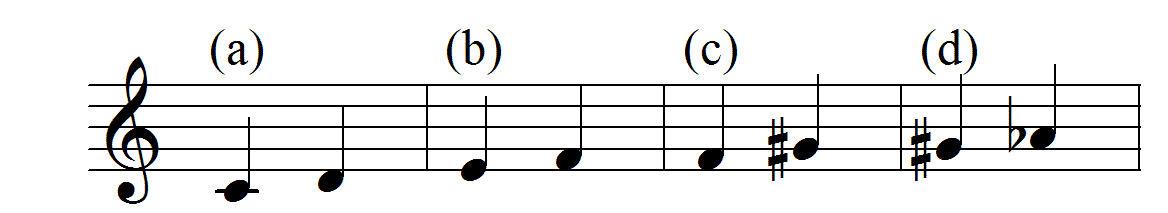
(a) — большая секунда, (b) — малая секунда, (c) — увеличенная секунда, (d) — уменьшённая секунда

- Большая секунда — интервал в две ступени, или на целый тон. Обозначается б. 2
- Малая секунда — интервал в одну ступень, или на полтона. Обозначается м. 2
- Увеличенная секунда — интервал в три ступени, или на полтора тона. Энгармонически равна малой терции, обозначается ув. 2
Увеличенная секунда на VI ступени гармонического мажора и минора является характерным интервалом и разрешается в чистую кварту на V ступени. Также может быть построена:
  - в мажоре на I (с участием II повышенной) и на II пониженной ступенях. В обоих случаях движением одного из голосов на полтона разрешается в большую терцию на I ступени.
  - в миноре на III (с участием IV повышенной) и на IV пониженной ступенях. В обоих случаях движением одного из голосов на полтона разрешается в большую терцию на III ступени.
- Уменьшённая секунда энгармонически равна чистой приме, обозначается ум. 2. В музыке почти не используется.

## Соотношение частот
| Строй                      | Малая секунда                      | Большая секунда                   |
| -------------------------- | ---------------------------------- | --------------------------------- |
| пифагорейский              | 15 : 16                            | 8 : 9 или 9 : 10                  |
| равномерно темперированный | {\displaystyle 1:{\sqrt[{12}]{2}}} | {\displaystyle 1:{\sqrt[{6}]{2}}} |

## Звучание
- Малая секунда (полутон):

| C-Des Восходящая последовательность Помощь по воспроизведению файла | C-H Нисходящая последовательность Помощь по воспроизведению файла |

- Большая секунда (полный тон):

| C-D Восходящая последовательность Помощь по воспроизведению файла | C-B Нисходящая последовательность Помощь по воспроизведению файла |